# Западна Вирџинија
Западна Вирџинија (енгл. West Virginia), је држава на југоистоку САД и на простору Апалача. На југоистоку се граничи са Вирџинијом, на југозападу са Кентакијем, на северозападу са Охајом, на североистоку са Пенсилванијом и на истоку са Мерилендом. Главни и уједно и највећи град је Чарлстон.
Западна Вирџинија је постала држава после Конвенције у Вилингу и отцепљења од Вирџиније током Америчког грађанског рата. Чланица Уније постала је 20. јуна 1863. Једна је од неколико држава у којој су вођене најзначајније битке Америчког грађанског рата. Западна Вирџинија је једина држава која је настала отцепљењем од Конфедеративних Америчких Држава и једина је држава (уз Неваду) која је настала током Америчког грађанског рата.
Састоји се од од 55 округа: Апшер, Барбор, Беркли, Бракстон, Брук, Бун, Вајоминг, Вебстер, Вејн, Верт, Вецел, Вуд, Гилмер, Грант, Гринбрајер, Додриџ, Кабел, Калхун, Кана, Клеј, Линколн, Логан, Луис, Марион, Макдауел, Маршал, Мејсон, Мерсер, Минго, Минерал, Мононгејлија, Монро, Морган, Николас, Охајо, Пендлтон, Плезантс, Покахонтас, Престон, Патнам, Рали, Рандолф, Ричи, Роун, Самерс, Тајлер, Такер, Тејлор, Фејет, Харди, Харисон, Хемпшир, Хенкок, Џексон, Џеферсон.

## Демографија
| 1900.   | 1910.     | 1920.     | 1930.     | 1940.     | 1950.     | 1960.     | 1970.     | 1980.     | 1990.     | 2000.     | 2010.     |
| ------- | --------- | --------- | --------- | --------- | --------- | --------- | --------- | --------- | --------- | --------- | --------- |
| 958.800 | 1.221.119 | 1.463.701 | 1.729.205 | 1.901.974 | 2.005.552 | 1.860.421 | 1.744.237 | 1.949.644 | 1.793.477 | 1.808.344 | 1.852.994 |